# Antonio Muñoz Degrain
Antonio Muñoz Degrain (Valencia, 18 de noviembre de 1840-Málaga, 12 de octubre de 1924) fue un pintor español de paisajes y obras de temática histórica, inspirada en pasajes literarios y asuntos orientalistas. Se le ha considerado uno de los padres del luminismo valenciano, aunque no ajeno a los preceptos románticos y simbolistas.

## Biografía

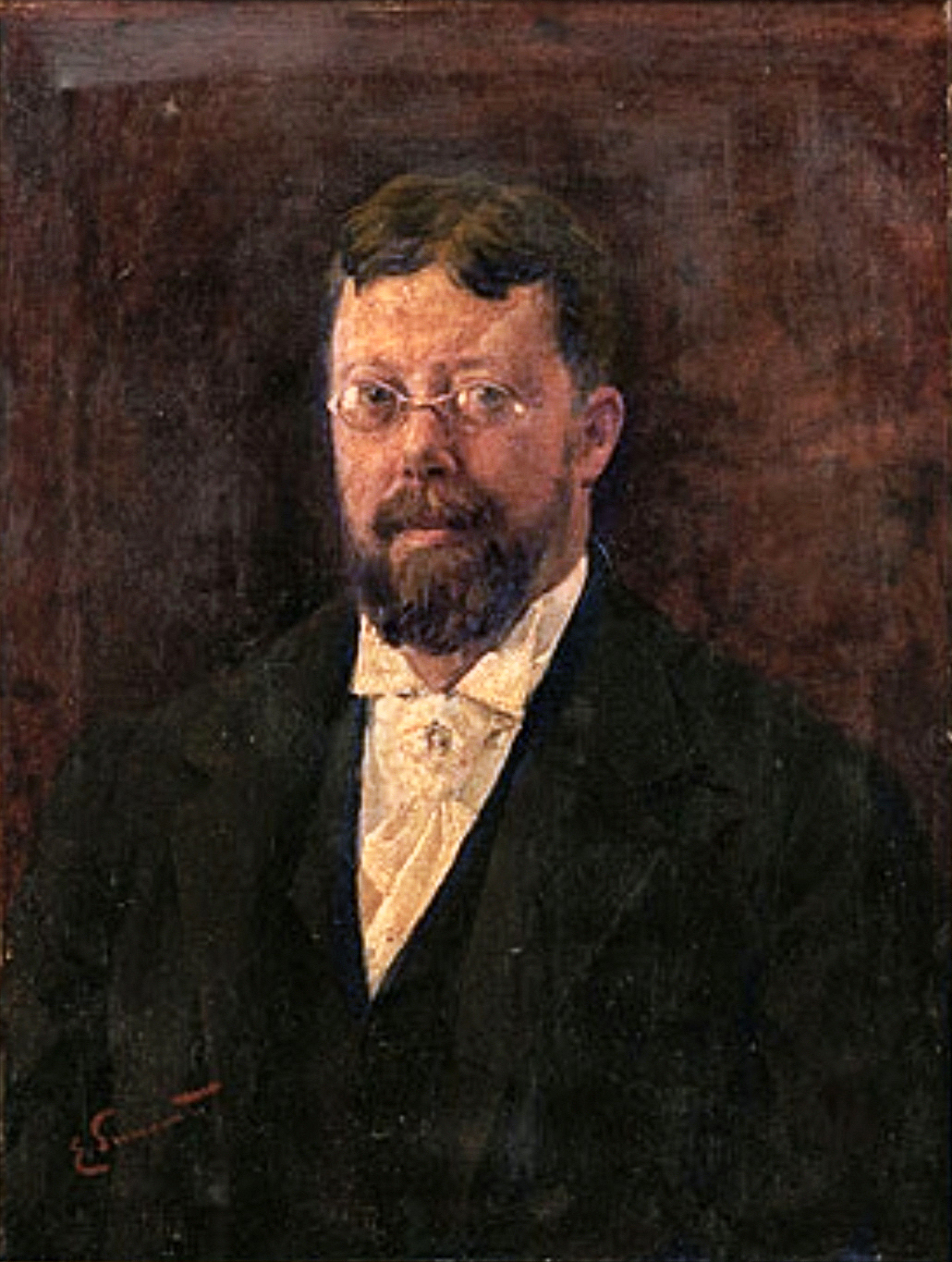
Retrato de Antonio Muñoz Degrain pintado por Enrique Simonet

De ascendencia francesa, hijo de padre relojero, comenzó por deseo de este los estudios de Arquitectura que pronto abandonó para inscribirse en la Real Academia de Bellas Artes de San Carlos de Valencia. Allí cursó diversas asignaturas entre 1852 y 1859, destacando en la dedicada a la pintura de paisajes que impartía por aquel entonces el profesor Luis Téllez-Girón Belloch (1808-1878), aunque más importante en este aspecto fue quizá su amistad con Rafael Montesinos Ramiro (1811-1877), también profesor en la Real Academia de San Carlos. En 1856 decide marchar a pie a Italia sin apenas dinero.[cita requerida]
La llegada de Carlos de Haes (1826-1898) en 1857 a la Real Academia de Bellas Artes de San Fernando en Madrid supuso una renovación formal en el género del paisaje español, que junto con la nueva orientación de los gustos de un público burgués más proclive al cuadro esencialmente decorativo y de pequeñas dimensiones, potenciaron al máximo la labor de los paisajistas. Siguiendo la tradición de los jóvenes pintores, Muñoz Degrain utilizó como plataforma de su carrera el taller de Rafael Montesinos Ramiro y el estudio de su compañero Bernardo Ferrándiz Bádenes. 
En 1862, participó en la Exposición Nacional de Madrid con una Vista de los Pirineos. También acudió a exposiciones internacionales, como las Universales de Filadelfia (1876), Múnich (1883) y Chicago (1893).

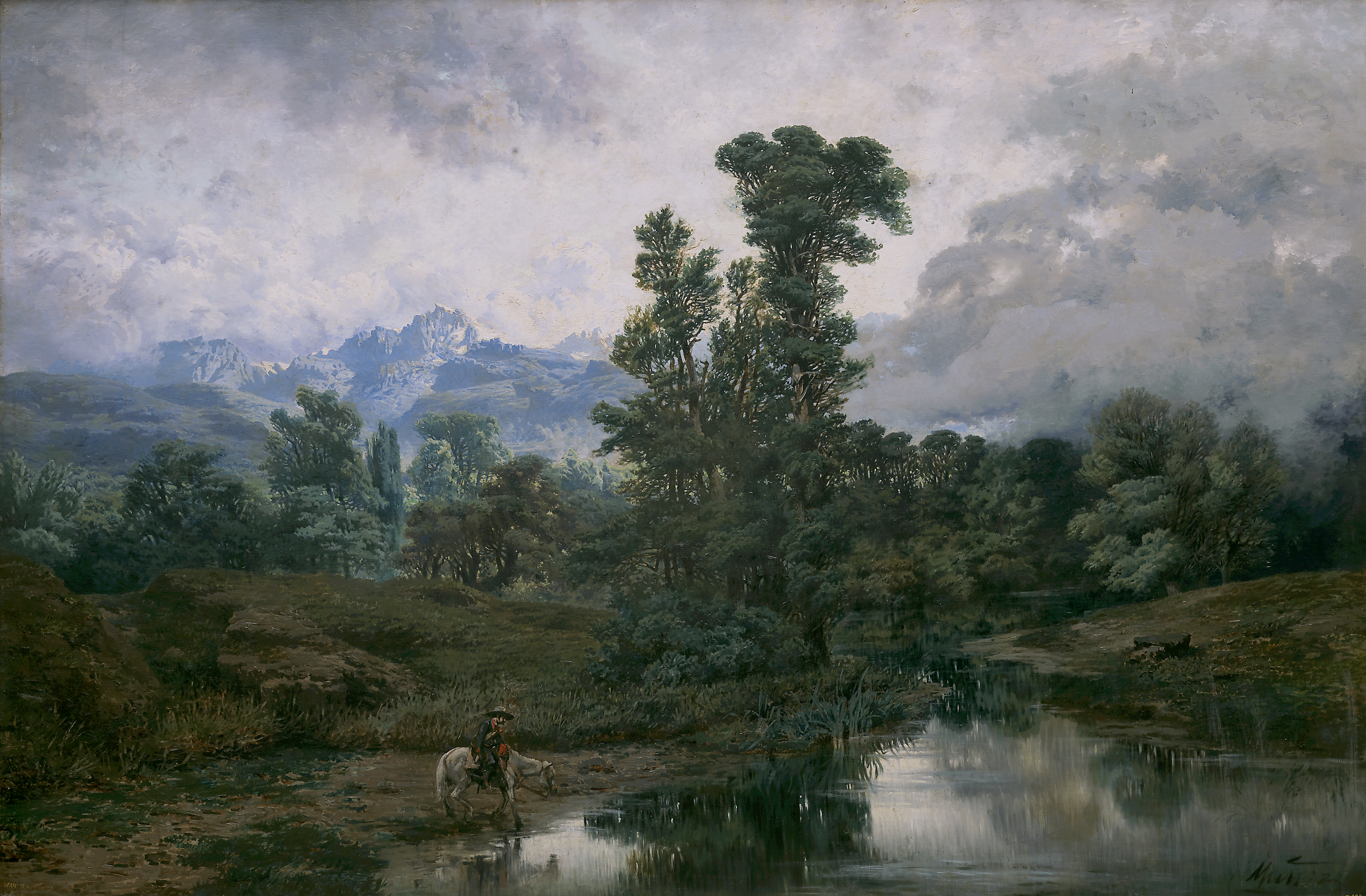
Paisaje del Pardo al disiparse la niebla, 1866. Pintura al óleo. Actualmente en Museo del Prado.

Una de sus obras más celebradas en sus comienzos fue la que presentó al certamen madrileño de 1867, Paisaje del Pardo al disiparse la niebla, con la que obtuvo una medalla de segunda clase. Aunque estas primeras obras muestran una notable preocupación por la veracidad, mediante la pincelada abreviada y el estudio de la luz dota de frescura a estos primeros paisajes que introducían el cambio renovador del género, de nuevo influencia de Carlos de Haes.
En 1870 se trasladó a Málaga reclamado por Ferrándiz Bádenes para colaborar en las obras de decoración del techo del Teatro Cervantes, los fondos de la Alegoría de Málaga. Entre 1870 y 1871 cambia de registro temático y a la Nacional de ese año manda sus primeras pinturas de género: La oración o Coro de Monjas, La Sorpresa, El campamento, La Caridad y el Ave María. Con el coro de Monjas vuelve a obtener la segunda medalla y es adquirida por el estado. Aunque suponga un cambio temático, la composición de esta obra sigue moviéndose en el lenguaje solemne y grandilocuente de la pintura de historia. En cambio, la obra La sorpresa si sugiere un tratamiento en el que la espontaneidad y la congelación del gesto son las claves del relato, en la línea de lo que hacía Ferrándiz y Fortuny.[cita requerida]
En Málaga contrajo matrimonio y en 1872 nacería su único hijo Joaquín. Fue miembro de la Asociación de Escritores y Artistas de Málaga. También fue elegido para formar parte de la recepción de Alfonso XII en su visita a Málaga en marzo de 1877, para la que realizó la obra titulada Drama en Sierra Nevada, que posteriormente sería adquirida por el Ayuntamiento, que también adquirió Tragedia en el Valle, dedicado al entonces alcalde José de Alarcón Luján.
Fue sustituto de Bernardo Ferrándiz en la Escuela de Bellas Artes de San Telmo además de impartir Acuarela, Perspectiva y Dibujo y Pintura para señoritas, asignaturas no oficiales. En calidad de profesor sustituto dirige una instancia al director de la Escuela para aspirar a la plaza de Ayudante de Dibujo Lineal y Dibujo aplicado a las artes, solicitud que levantó fuertes polémicas en el seno de la Academia por parte de los defensores de José Ruiz y Blasco, sustituto personal de Rincón desde 1875 y que aspiraba a la misma plaza. Finalmente el cargo lo obtiene José Ruiz Blasco, ya que pesó más el argumento de que eran cargos creados para profesores en formación y Degrain ya era un consolidado y prestigioso artista. Debido a ello se creó ex profeso la plaza de profesor auxiliar cuya función era la de suplir las faltas del profesorado por ausencias o enfermedades. Nombramiento que se haría efectivo a partir del curso 1879/1880, siendo años después maestro de toda una generación de artistas, entre ellos, un jovencísimo Picasso.

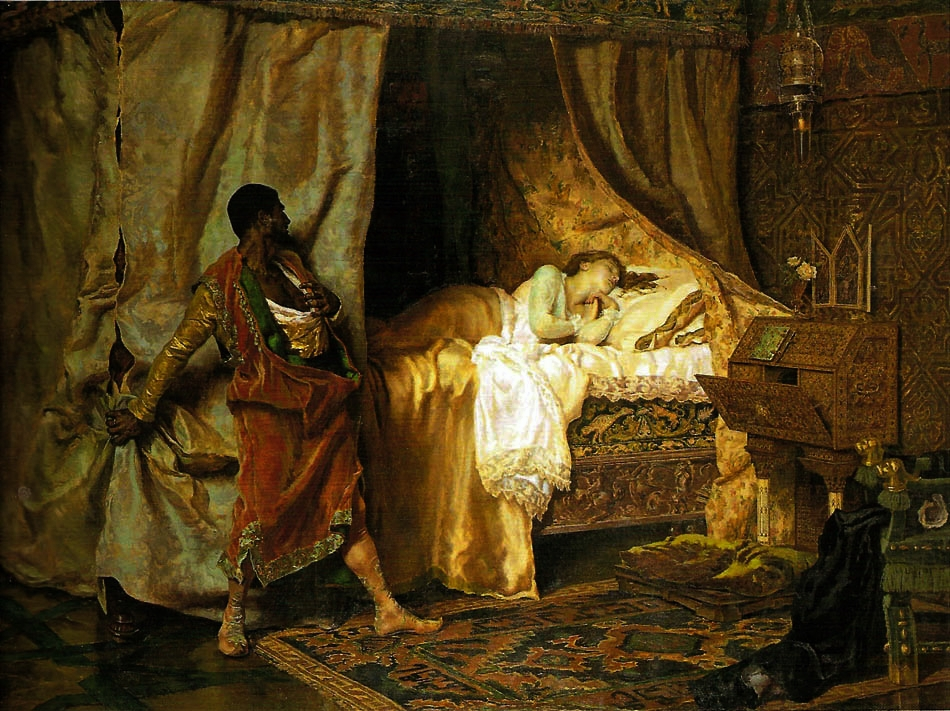
Otelo y Desdémona, 1880. En el Museo del Chiado, Lisboa.

En 1881 obtuvo una medalla por el lienzo titulado Otelo y Desdémona que le propició una pensión del Gobierno para la Academia de España en Roma y en octubre de ese año se traslada a Italia siendo sustituido por Leonardo Camps, nombramiento que concede el Ministerio sin contar con la Academia con el consiguiente desacuerdo de la misma. Es allí dónde realiza su gran cuadro Los amantes de Teruel, una de las piezas capitales de la pintura española del siglo XIX que envió a la Exposición Nacional de 1884, obteniendo la primera medalla. Su estancia en Italia, sin embargo, fue corta, pues pronto pide permiso de salida argumentando la necesidad de viajar a Marruecos para preparar material para su trabajo de pensionado, parece ser que también viajó a Siria, Egipto y Palestina. Pensó realizarlo sobre el tema de El suspiro del Moro, trabajo que no terminó de ejecutar pero que fue el pretexto para no permanecer demasiado tiempo alejado de Málaga y termina su pensión en Roma el 5 de febrero de 1885. 

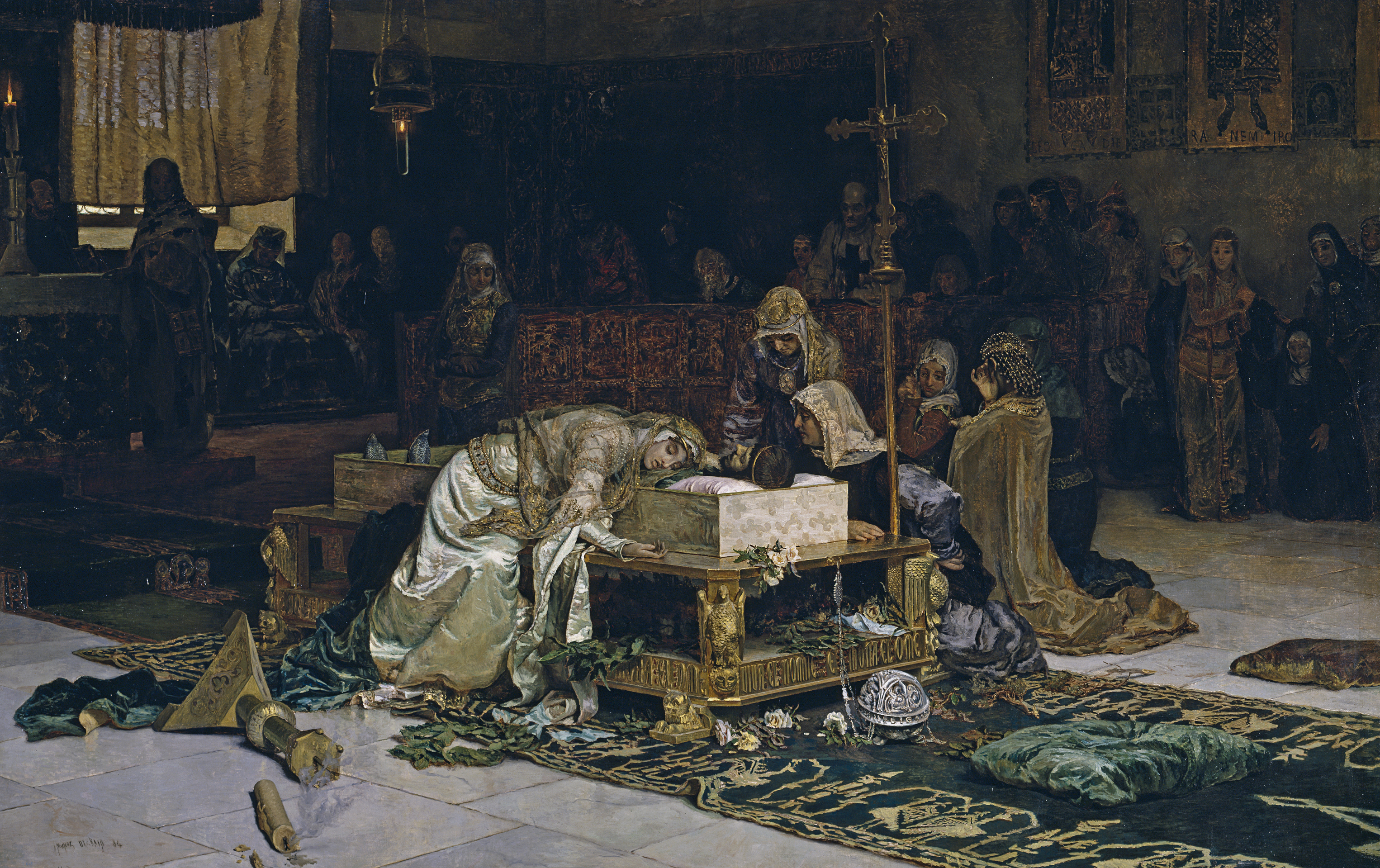
Los amantes de Teruel, 1884. Actualmente en Museo del Prado.

En 1887 se trasladó a Madrid tras conseguir la plaza de profesor de la Real Academia de Bellas Artes de San Fernando a la que se incorpora el 8 de octubre, puesto que había solicitado en 1886 y no había conseguido. Sin embargo su permanencia en Madrid esos años está probada por el trabajo realizado en la iglesia de San Francisco el Grande de Madrid para la que hizo el retablo del Santo Sepulcro. En 1890 vuelve a intentar obtener por posición una plaza de numerario en la citada Escuela de Madrid, que no obtiene hasta la jubilación de Carlos de Haes en 1895, que deja vacante la Cátedra de Paisaje en la Escuela de Bellas Artes de San Fernando. La cátedra de Madrid la obtiene por concurso y no por oposición, como era deseo de Haes, para que la ocupara su discípulo Jaime Morera y Galicia. Será nombrado miembro al año siguiente y director desde 1901, sustituyendo por jubilación de Dióscoro Puebla en el cargo al que renunció en 1912, siendo asimismo presidente del Círculo de Bellas Artes de Madrid. Asimismo, por estas fechas, fue nombrado caballero de las órdenes de Isabel la Católica, Carlos III y Alfonso XII, recibiendo también la Medalla de Honor en la Exposición Nacional de 1910. 
En 1919 tras la inauguración del Palacio Municipal de Málaga, se le encarga la decoración pictórica del Salón de Plenos. No es necesario explicar en qué consideración tenía el Ayuntamiento a Muñoz Degrain, cuyo vínculo permanente con Málaga le había valido que en 1911 le nombraran Hijo adoptivo de la ciudad, correspondiendo él con la entrega de la obra Un drama en Sierra Nevada, en sustitución de esa otra que en 1879 le compra el Ayuntamiento. Asimismo, dona la cantidad estipulada como honorarios de su trabajo, 3000 ptas., para la creación de un premio para los alumnos de la Escuela de Artes y Oficios de Málaga.
El trabajo para el Salón de Plenos lo simultaneará en Madrid con la serie sobre el Quijote para la Biblioteca Nacional, lo que supuso un retraso en la entrega de la obra acabada de Málaga, que termina definitivamente en 1920. El 6 de marzo de ese año, la Academia de Bellas Artes recibe los lienzos y se recoge el acta el hecho comentándose la recepción de los cuadros de la bovedilla del Salón de Sesiones y la solicitud del autor de que no se desembalen hasta que él llegue y realice la operación pues tiene el propósito de dirigir personalmente la colocación de las pinturas en el sitio. 
La Academia le organiza un recibimiento para el que Federico Bermúdez Gil propone que sea exposición homenaje, sumándose César Alvárez Dumont a la propuesta y ofreciendo la colaboración de la Escuela de Artes y oficios como centro en donde ejerció la docencia el pintor. 

### Alegoría de la ciudad. Málaga muy hospitalaria
El trabajo para el nuevo Palacio Municipal consistió en una escena que recogía el episodio del salvamento por la población malagueña de los náufragos de la fragata Gneisenau, barco alemán que se hundió frente a la costa de Málaga debido a un fuerte temporal en diciembre de 1900 y en el que murieron 41 soldados alemanes, ahogados en las lanchas salvavidas o aplastados contra las rocas. Encallado el barco en el malecón de Levante, la población malagueña acudió en masa para salvar a los supervivientes, situándose sobre dicho malecón o sobre las escolleras, en donde fueron recogiendo los cuerpos que llegaban hasta allí impulsados por el fuerte oleaje. Hasta doce ciudadanos malagueños murieron en el salvamento a causa de la violencia de la tempestad y de la dificultad del rescate. El gesto heroico de la población tuvo una gran repercusión en el resto del mundo y la reinaMaría Cristina, por un real decreto de 1901 le concedió el título de Muy hospitalaria. 

### Años finales

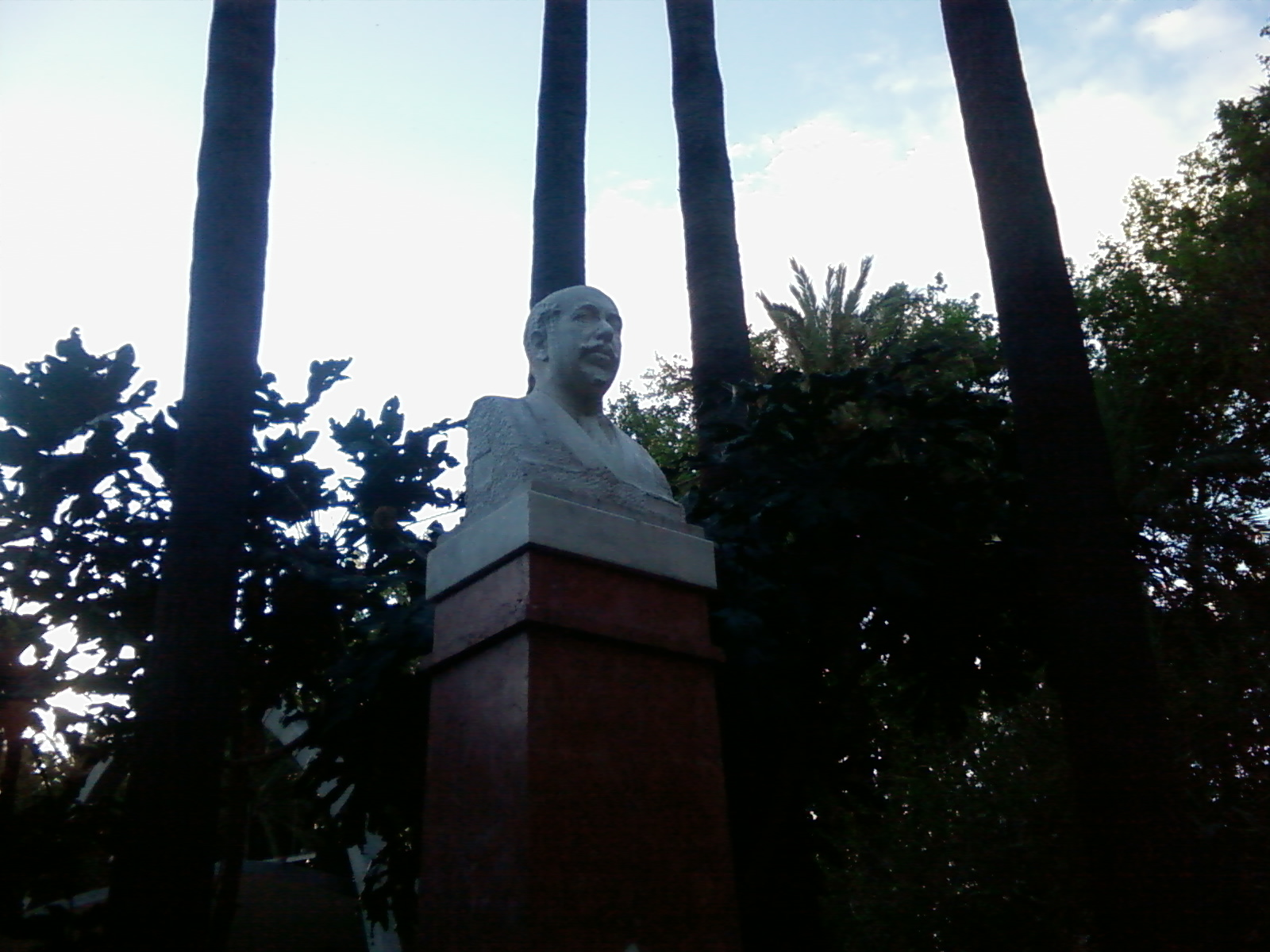
Monumento a Antonio Muñoz Degrain en el parque de Málaga

En 1917, Valencia lo honra erigiendo un monumento realizado por el escultor Díaz-Pintado. El busto fue costeado por el hermano del pintor y sus amigos Manuel Nogales, Enrique Navas, Alfredo Marcos López, Pascual Isla, Enrique Cuñat y José Albiol, y posteriormente donado a la Academia. Poco después, la Academia de Bellas Artes de Málaga emprende una campaña para sufragar el levantamiento de un monumento similar en Málaga. En 1922 los fondos recaudados todavía eran escasos, como expone el pintor Nogales ante la Academia, encargado de coordinar el proyecto. El proyecto del monumento no prospera durante los años siguientes y la Academia decide compensar la situación nombrándolo académico de honor, propuesta que es acogida por 'aclamación entusiasta' y otros académicos como Salvador Rueda, Revello y Diego García Carreras le rinden homenaje mediante un poema, un pergamino o una lápida y finalmente la inauguración del monumento en el parque el 14 de junio. 
En 1924 vuelve sobre el valor en Málaga con la composición sobre la epopeya de Igueriben. El cuadro, titulado Los de Igueriben mueren... lo concibe mientras estaba pintando un nuevo episodio sobre Colón, que abandona para acometer la gesta del comandante Benítez en la guerra del Rif. Fue decisión propia de Muñoz Degrain realizarlo y regalárselo al Ayuntamiento, como se expone con clara constancia en la correspondencia que cursó con el alcalde de Málaga en esos años, José Gálvez Ginachero. Falleció en 1924, coincidiendo con la preparación del homenaje y monumento al pintor. Finalmente se erigió un mausoleo en el Cementerio de San Miguel. El Círculo de Bellas Artes de Madrid se montó una exposición antológica.

## Obra
Se inicia en la pintura de historia, siguiendo las estrictas reglas academicistas con sorprendente fidelidad. Es sin embargo en el paisaje donde su constante búsqueda de novedad encuentra su campo de acción. En principio sus obras tienen una cuidada composición y cierta factura preciosista influencia sin duda de su maestro Rafael Montesinos. Con el tiempo, su pintura va evolucionando y contrarresta las rígidas normas académicas con la utilización personal de la luz y el color que, sobre todo en los elementos naturales, se va volviendo menos meditada. Abandona la minuciosa ejecución en pos de una libertad de pincel que dota a sus obras de un carácter de provisionalidad e inmediatez muy apreciado por los nuevos paisajistas. 
Comienza a utilizar una serie de paletas que escapan a los colores tradicionales, elemento en el que reside principalmente la originalidad de su obra.  El gusto por los contrastes poco comunes y los intensos azules, grises y rosas se convertirán en su sello de identidad.
A pesar de estas innovaciones formales seguirá utilizando la figura humana como justificación o argumento de sus obras, característica que mantendrá durante toda su trayectoria, al igual que compositivamente se mantendrá dentro de los límites de la pintura paisajista más comedida. 
Criticado por sus contemporáneos, Muñoz Degrain puso en práctica, sobre todo, en los cuadros de paisaje un uso violento y estridente del colorido y una factura atrevida, a los que pocos artistas de su época llegaron a atreverse, que indudablemente, lo acercaron a los artistas más destacados de la modernidad. Sin embargo, la prudencia de sus estructuras compositivas choca con el subjetivismo y colorido que lo sitúan en la vanguardia del paisajismo en España, y es por ello que su obra se encuentra a medio camino de los movimientos pictóricos europeos más innovadores. 
Además de las obras comentadas, se pueden citar:
- Vista del Valle de la Murta (1864), premiado en la Exposición Nacional.
- Los amantes de Teruel (1884), primera medalla en la Exposición Nacional.
- La conversión de Recaredo (1888), expuesto en el Senado de España.

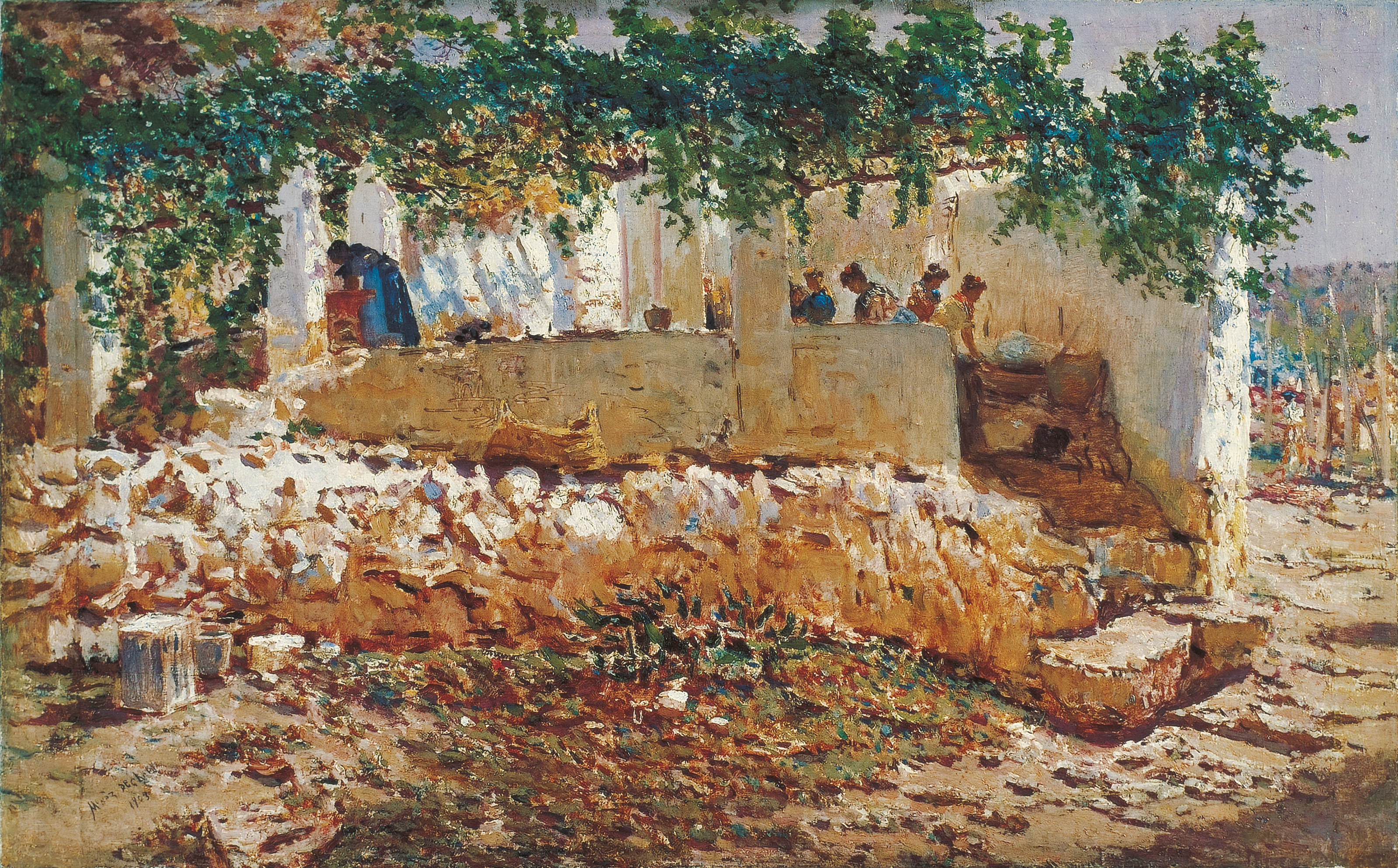
Lavanderas, 1903. Museo Carmen Thyssen Málaga
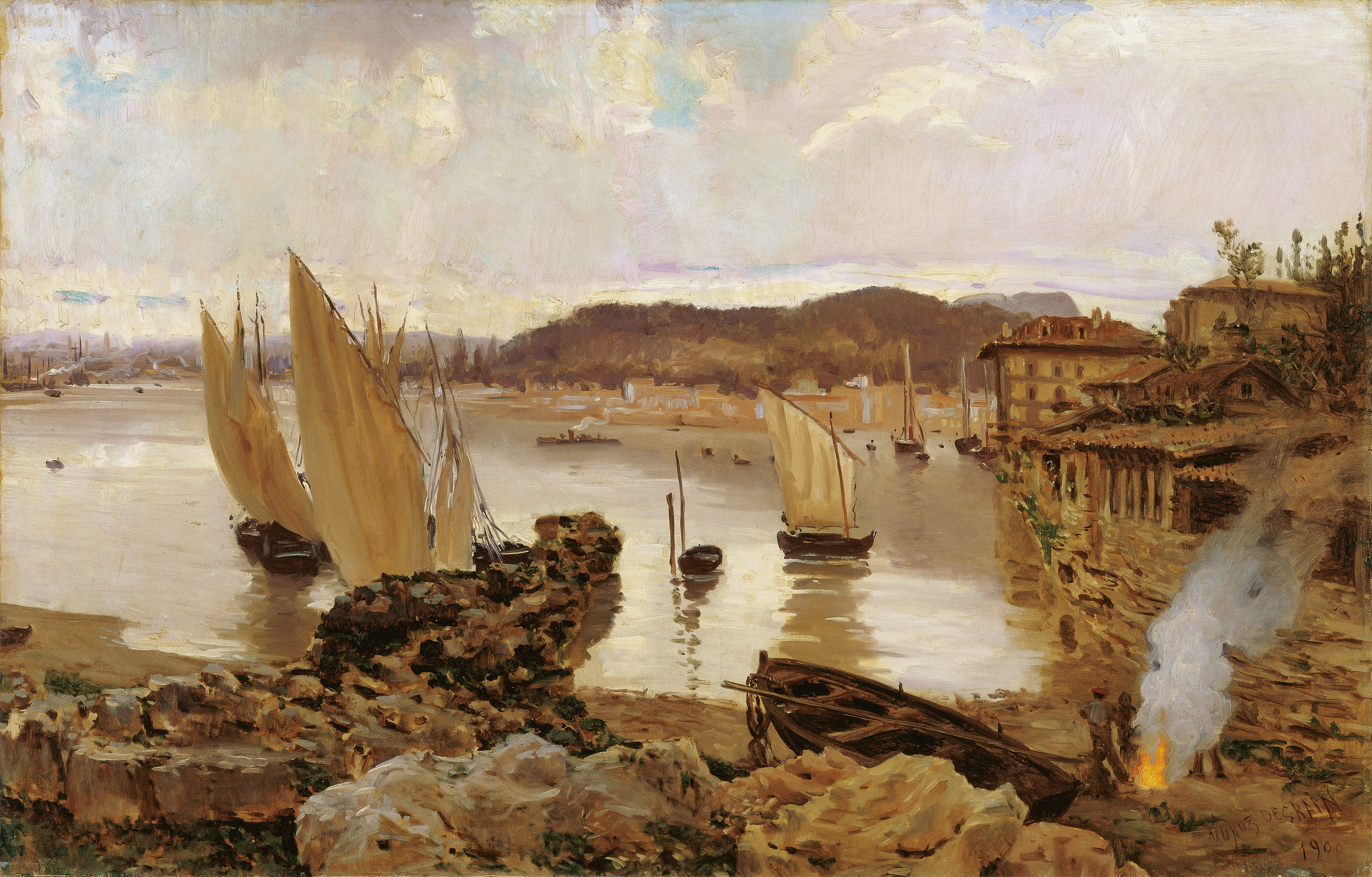
Puerto de Bilbao, 1900. Museo Carmen Thyssen Málaga
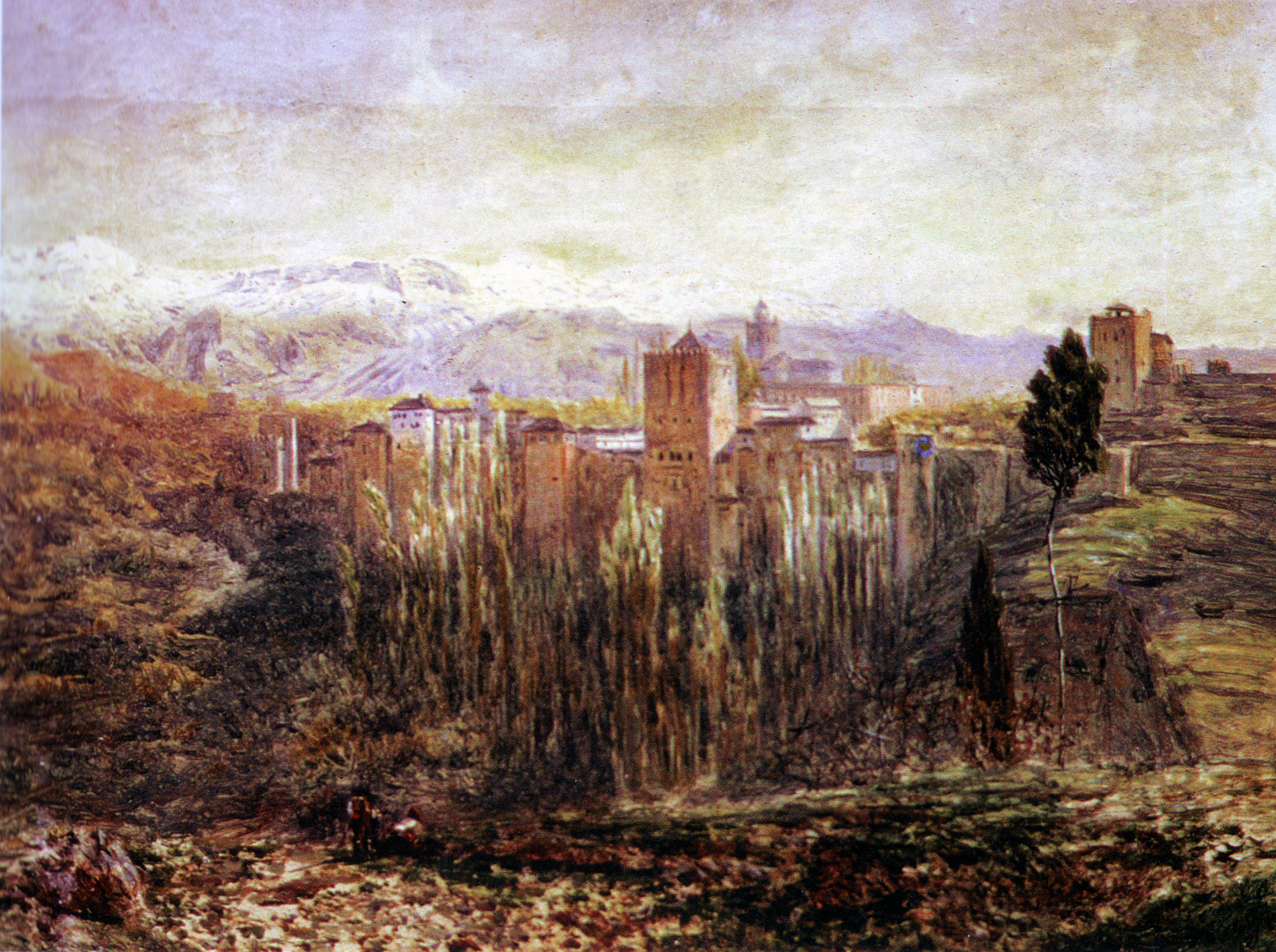
Alhambra vista desde Albaicín. Biblioteca Provincial de Granada.
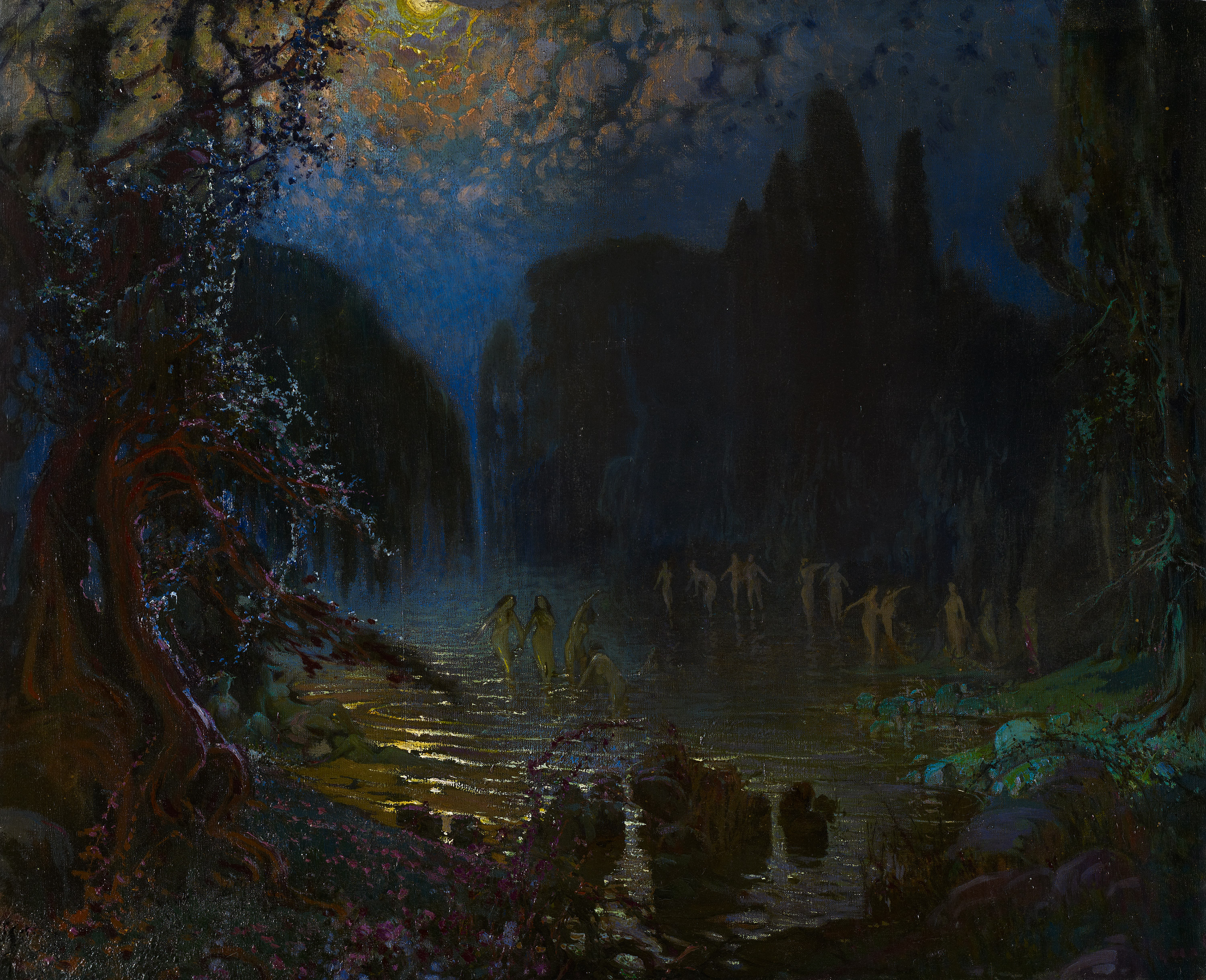
El baño de las Ninfas, 1924. Museo Carmen Thyssen Málaga
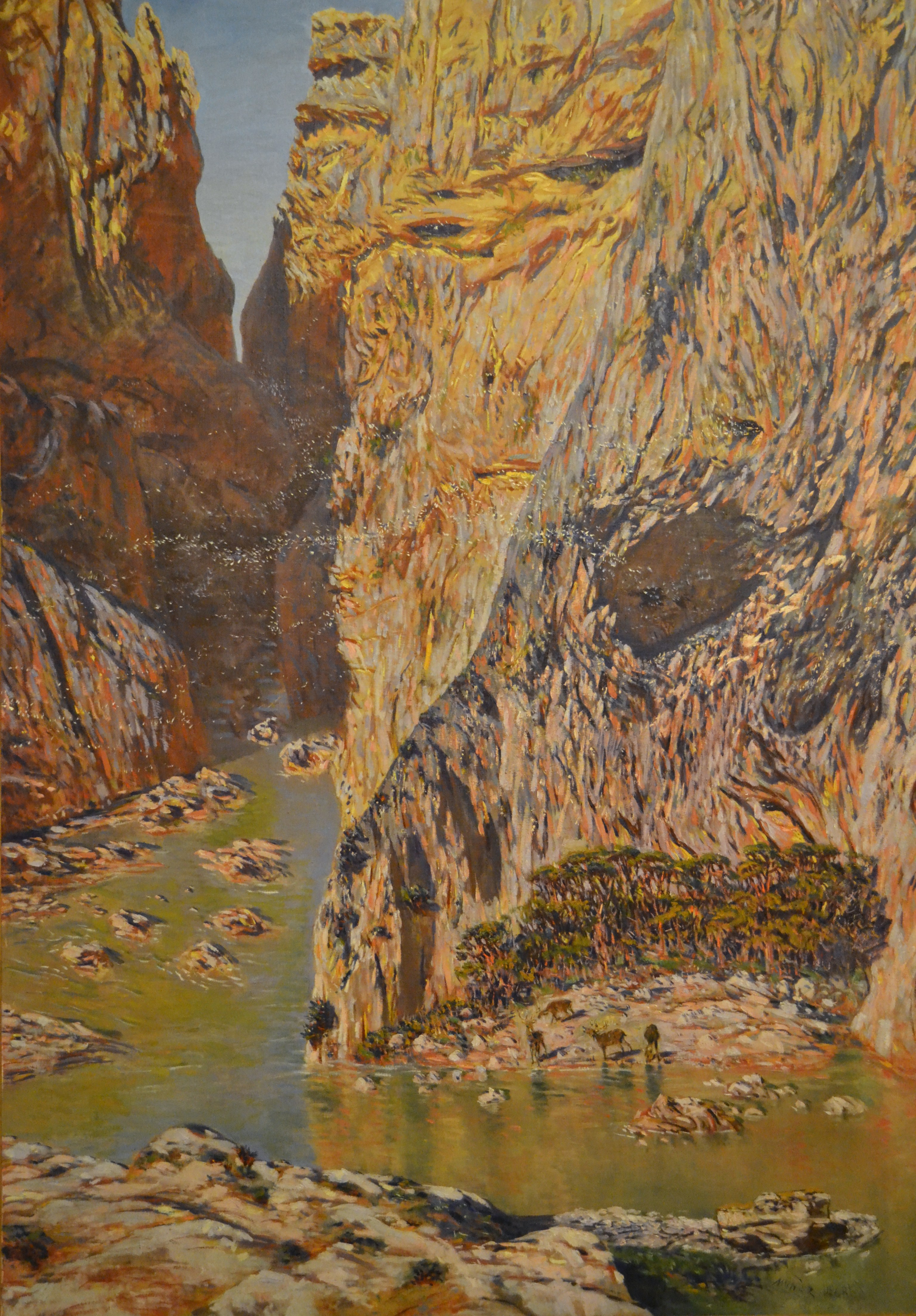
Desfiladero de Los Gaitanes (Málaga). Museo de Bellas Artes de Valencia.